# Chaunay
Chaunay é uma comuna francesa na região administrativa da Nova Aquitânia, no departamento de Vienne. Estende-se por uma área de 38,64 km². Em 2010 a comuna tinha 1 230 habitantes (densidade: 31,8 hab./km²).